# Ruch Brześć
Ruch Brześć – polski klub piłkarski z siedzibą w Brześciu. Rozwiązany podczas II wojny światowej.

## Historia
Piłkarska drużyna Ruch została założona w Brześciu w latach 20. XX wieku.
Od 1929, kiedy został utworzony Poleski OZPN, występował w rozgrywkach polskiej okręgowej ligi Polesie - Klasa A, która od sezonu 1936/27 stała nazywać się okręgową. W sezonie 1936/37 zdobył tytuł mistrzowski na Polesiu.
Klub grał w grupach eliminacyjnych dla mistrzów okręgówek, walczących w barażach o awans do I ligi. Ale nigdy nie zakwalifikował się do najwyższej klasy. W 1937 piłkarze z Brześcia stanęli przed szansą wejścia do ligi krajowej, jednak zajął tylko ostatnie 3 miejsce w grupie.
We wrześniu 1939, kiedy wybuchła II wojna światowa, klub przestał istnieć.

## Sukcesy
- mistrz Poleskiego OZPN:

1937